# Санні Едвардс
Санні Едвардс (англ. Sunny Edwards; 1 січня 1996, Саттон, Лондон) — британський професійний боксер, чемпіон світу за версією IBF (2021—2023) у найлегшій вазі.
Санні — молодший брат Чарлі Едвардса, боксера, ексчемпіона світу за версією WBC у найлегшій вазі.

## Професіональна кар'єра
2016 року Санні Едвардс перейшов до професійного боксу. Впродовж 2016—2019 років завоював кілька другорядних міжнародних титулів та титул чемпіона Великої Британії BBBofC British у другій найлегшій вазі.
30 квітня 2021 року, маючи рекорд 15-0, вийшов на бій проти чемпіона світу за версією IBF у найлегшій вазі Моруті Мталане (ПАР) і, здобувши перемогу одностайним рішенням суддів, відібрав у нього звання чемпіона. Упродовж 2021—2023 років провів чотири захисти титулу.
16 грудня 2023 року зустрівся в об'єднавчому бою з чемпіоном світу за версією WBO Джессі Родрігесом (США).
Поєдинок, у якому Родрігес мав перевагу в ударній міці, завершився після того, як американський боксер у дев'ятому раунді надіслав британця у важкий нокдаун і у перерві кут Едвардса вирішив відмовитися від продовження бою. Едвардс зазнав першої поразки, втративши титул чемпіона.